# ジェイソン・クック
ジェイソン・クック（Jason Cook, 1975年7月8日 - ）は南アフリカ共和国の野球選手。
ポジションは外野手。右投右打。

## 来歴
かつてはJefferson Davis Community Collegeでプレーし、IBAFワールドカップを始め多くの代表経験がある。
2006年のWBCでは南アフリカ代表にも選出され、アメリカ戦ではマイク・ティムリンからヒットを放った。